# Cheval au Kirghizistan
Vous lisez un « bon article » labellisé en 2015.
Le cheval est, au Kirghizistan comme dans tous les pays de culture nomade turco-mongole, un élément important de l'économie et de l'identité locales. Originellement symbole de statut social, la possession de nombreux chevaux permet aux nomades kirghizes de réaliser des opérations militaires, de chasser, et de se déplacer dans leur pays montagneux. La propriété de grands troupeaux est interdite à l'époque soviétique, ce qui entraîne de nombreuses difficultés pour les Kirghizes. Les Russes tentent de remplacer la race traditionnelle par un cheval croisé, le Novokirghize, mais le cheval local perdure jusqu'à nos jours. Après une période de crise dans les années 1990, l'élevage équin et la consommation de lait de jument connaissent un renouveau, de même que les jeux et les fêtes équestres traditionnels.
Le Kirghizistan se distingue par l'élevage de six races de chevaux, dont la race patrimoniale symbole du pays, le cheval kirghiz. Le cheval est célébré dans la littérature et les traditions orales qui en font un double de l'être humain. Il est couramment sacrifié lors de fêtes rituelles, qui ont connu un renouveau depuis la fin du communisme.

## Histoire

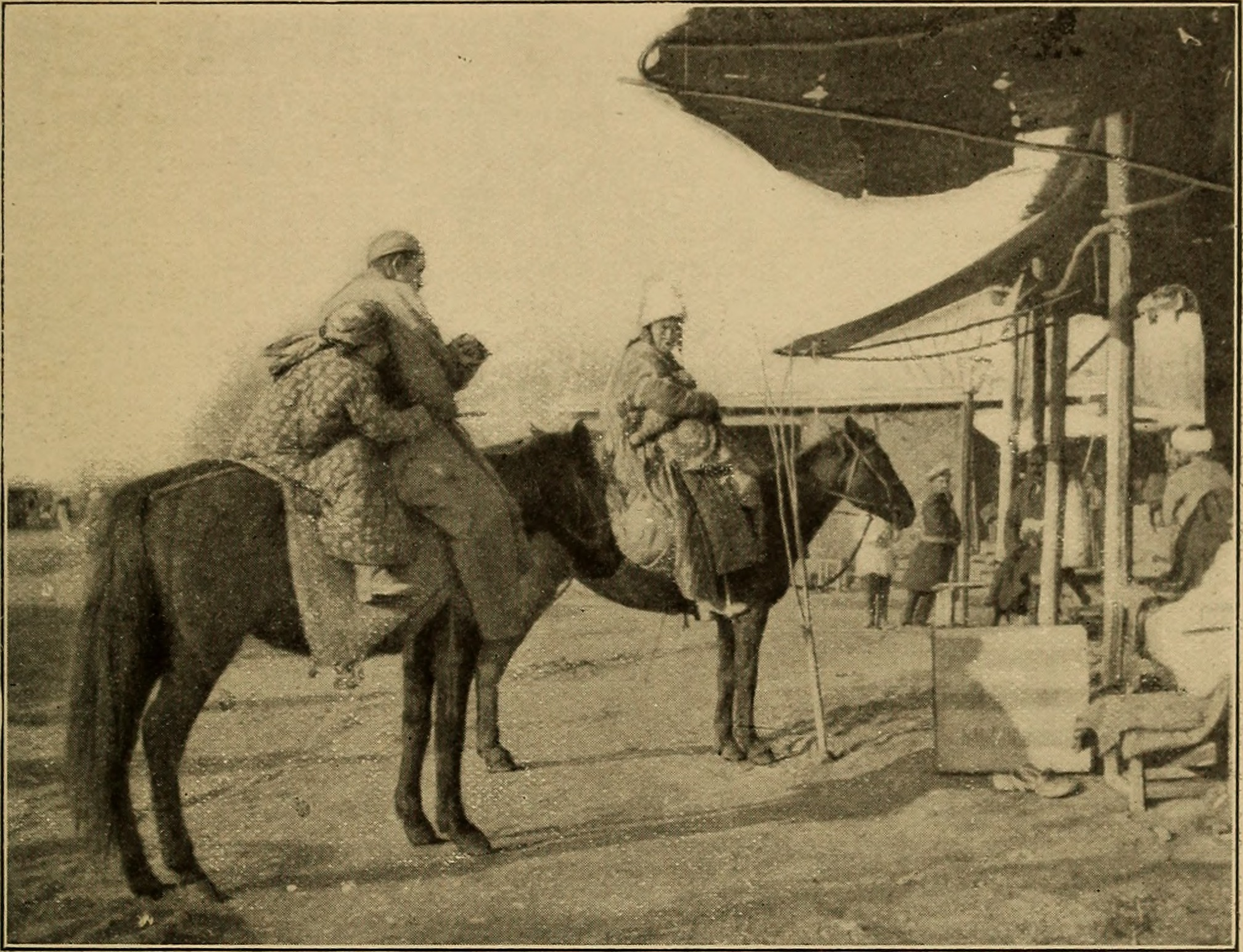
Famille kirghize achetant des denrées à Osh en 1902.

Le Kirghizistan est traversé depuis très longtemps par des cavaliers, car ce pays est situé sur la route de la soie. Avant la période soviétique, le nombre de chevaux possédés déterminait le statut social d'un Kirghiz. L'animal sert à la fois pour les déplacements de ce peuple nomade, et pour les travaux agricoles à l'aide d'un travois. L'arrivée de la traction hippomobile à roues est en effet très tardive au Kirghizistan, ne datant que de la seconde moitié du XIXe siècle. Jusqu'à la fin de ce siècle, toutes les actions militaires des Kirghizes se font à cheval. L'économie entière du pays est tournée vers l'élevage d'animaux : les chevaux et les moutons servent de monnaie d'échange dans tous les domaines. Les enfants apprennent à monter à cheval dès leur plus jeune âge. Les compétences de cavalier sont donc particulièrement respectées.

### Période communiste

#### Collectivisation et sédentarisation
Comme d'autres pays intégrés à l'URSS, le Kirghizistan voit reculer ses traditions équestres avec la création des kolkhozes et des sovkhozes, à cause, entre autres, de l'importation de véhicules à moteur. Les Kirghizes résistent assez longtemps à la sédentarisation, la plupart d'entre eux préférant rester nomades. Il en résulte des affrontements parfois violents entre les éleveurs nomades et les partisans du communisme, certains préférant abattre tout leur cheptel avant de fuir le pays, plutôt que de le donner à la collectivité. La saisie de ces cheptels, comportant d'autres animaux domestiques en plus des chevaux, est à l'origine des premières fermes d'État collectivisées au Kirghizistan. Il s'ensuit une sédentarisation croissante des Kirghizes à partir de 1931, particulièrement parmi les couches les plus pauvres de la population. Les fermes collectives mettent des chevaux à disposition pour la garde et la surveillance des troupeaux. Alors que les éleveurs nomades pouvaient posséder des troupeaux comptant jusqu'à 80 chevaux, le nombre de bêtes qu'ils sont autorisés à détenir pour leur propre usage est strictement limité. Dans la région du district de Tong (province de Yssykköl) dans les années 1970, ils n'ont droit qu'à une jument et un poulain, les animaux supplémentaires étant confisqués pour la collectivité. Il est cependant très fréquent que les éleveurs dissimulent des chevaux aux autorités.

#### Création du Novokirghiz
Lorsque les Russes conquièrent l'Asie centrale, ils déplorent la taille trop petite des chevaux kazakhs et kirghizes, et ne prennent pas en compte la possibilité que ces animaux petits et laids puissent être les mieux adaptés à leur milieu. Un haras est créé à Prževalsk (Karakol) en 1907, puis devient un établissement public en 1912. Les chevaux kirghizes y sont croisés avec des chevaux de trait et des trotteurs. Le régime socialiste crée deux autres haras à Yssyk Koul et Naryn, respectivement en 1926 et 1927. De nombreux chevaux sont importés : 17 % du cheptel équin des kolkhozes et des sovkhozes kirghizes est d'origine étrangère ou métissé en 1949. La création d'une nouvelle race, nommée Novokirghize (en russe, « nouveau kirghize ») est officialisée en 1954, avec la création du stud-book. Les croisement se font surtout avec des Pur-sangs et des chevaux du Don. Le succès est important, car en 1979, 53 % du cheptel équin de la Kirghizie est de race Novokirghize, le cheval kirghize ayant disparu des statistiques officielles.

### Anecdote
Début 2016, un citoyen britannique travaillant pour une mine d'or est arrêté pour avoir qualifié une saucisse traditionnelle kirghize de « pénis de cheval ».

Statue équestre de Shabdan Baatyr à Kemin.

#### Reconstruction de l'élevage équin
Après la dislocation de l'URSS, certains éleveurs kirghizes parviennent à reconstituer de grands troupeaux de chevaux, de l'ordre d'une quarantaine de têtes. Le début des années 1990 s'accompagne paradoxalement d'une baisse assez importante du nombre de chevaux, en raison des grandes fêtes populaires célébrant la fin du communisme, pour lesquelles de nombreux chevaux sont abattus et consommés. La crise de l'élevage qui accompagne le démantèlement progressif des institutions soviétiques entraîne une dévaluation du métier d'éleveur, bien que le cheval garde un statut prestigieux. La traction hippomobile est très employée dans les années 1990, car la crise provoque des difficultés d'approvisionnement en carburant. La situation ne commence à s'arranger que dans les années 2000.
De 2003 à 2010, le gouvernement kirghize adopte des mesures pour favoriser l'élevage équin. Approuvé par un arrêté du gouvernement le 22 mai 2003, ce programme a pour dessein l'augmentation du cheptel en qualité et en quantité, afin d'obtenir suffisamment de chevaux pour les différents débouchés (viande, lait, travail et sport),. Le développement de l'écotourisme à cheval depuis les années 2000 est également notable.

#### Revalorisation du cheval kirghize
Parallèlement, certains particuliers tentent de reconstituer des troupeaux de la race des chevaux kirghizes pré-soviétiques, en rassemblant des animaux issus de régions reculées. Lorsqu'il visite les principaux haras du pays en 1992, Jean-Louis Gouraud constate la quasi-disparition du cheval kirghize et en fait part à un ministre. Il écrit une longue lettre, qui est conservée par le gouvernement du pays, demandant la protection et la sauvegarde de ce « patrimoine de l'humanité ». Le ministre de l'agriculture de l'époque, Karipbek Arcanov, lui promet la « régénération du cheval Kirghiz ». D'après Gouraud, il faut toutefois attendre l'investissement d'une autre Française, Jacqueline Ripart, dans les années 2000, pour assister à de véritables initiatives en faveur de la revalorisation de cette race patrimoniale. Elle monte le projet Kyrgyz Aty , dont le but est la sauvegarde et le développement du cheval kirghiz, ainsi que la promotion de cette race auprès des habitants ruraux pour leur faire prendre conscience de l'utilité de l'animal dans leur biotope montagneux. Avec l'appui de ses contacts dans le pays, plusieurs festivals autour du cheval ont été créés depuis 2005, notamment sur la rive sud de l'Yssyk Koul. Ces festivals comprennent des courses, des jeux équestres et des concerts,. Carole Ferret observe aussi une « re-nationalisation » de la race Novokirghize, certains spécialistes du pays estimant que « les gènes du cheval kirghize sont tellement forts » qu'ils dominent chez les chevaux métis, ce qui est bien évidemment contraire aux lois de la zootechnie.

## Élevage
En 1948, la densité de chevaux au Kirghizistan était de 41 pour 100 habitants, soit presque un cheval pour deux personnes. Le recensement de 2005 montre cependant que l'élevage équin est environ deux fois moins important que l'élevage bovin.

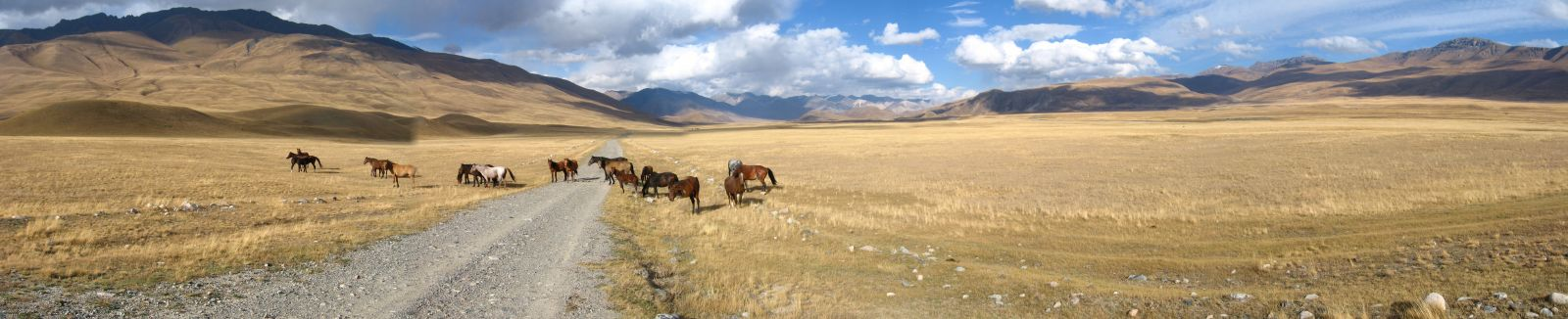
Biotope traditionnel du cheval au Kirghizistan.

Le cheval est élevé pour le transport, la viande, le lait, la peau et les crins. Il sert aussi beaucoup pour la chasse et la surveillance des troupeaux, qu'ils soient bovins, ovins ou équins. Le nombre de chevaux s'est accru progressivement depuis les années 2000 :
| Année                                                    | 1996    | 2002    | 2006    |
| -------------------------------------------------------- | ------- | ------- | ------- |
| Nombre de chevaux recensés en république du Kirghizistan | 308 100 | 354 400 | 384 000 |

À la fin des années 2000, le prix d'un cheval adulte est relativement élevé, entre 1 000 et 1 500 dollars. La qualité de l'élevage kirghize est réputée, puisque des acheteurs font le déplacement depuis le pays voisin du Kazakhstan.

### Races
La FAO relève la présence de six races différentes élevées actuellement ou par le passé dans ce pays : le cheval du Don, le Kirghiz, le Novokirghize, l'Oryol, le Trotteur russe et le Pur-sang. Le haras d'Ajkol, dans l'arrondissement Tonskij de la région de lYssyk Koul, cherche à développer des chevaux kirghizes « améliorés » par croisement avec des Pur-sangs pour la participation aux courses de chevaux, et dans l'objectif d'un développement du sport hippique et des jeux équestres.

### Mode d'élevage et d'utilisation

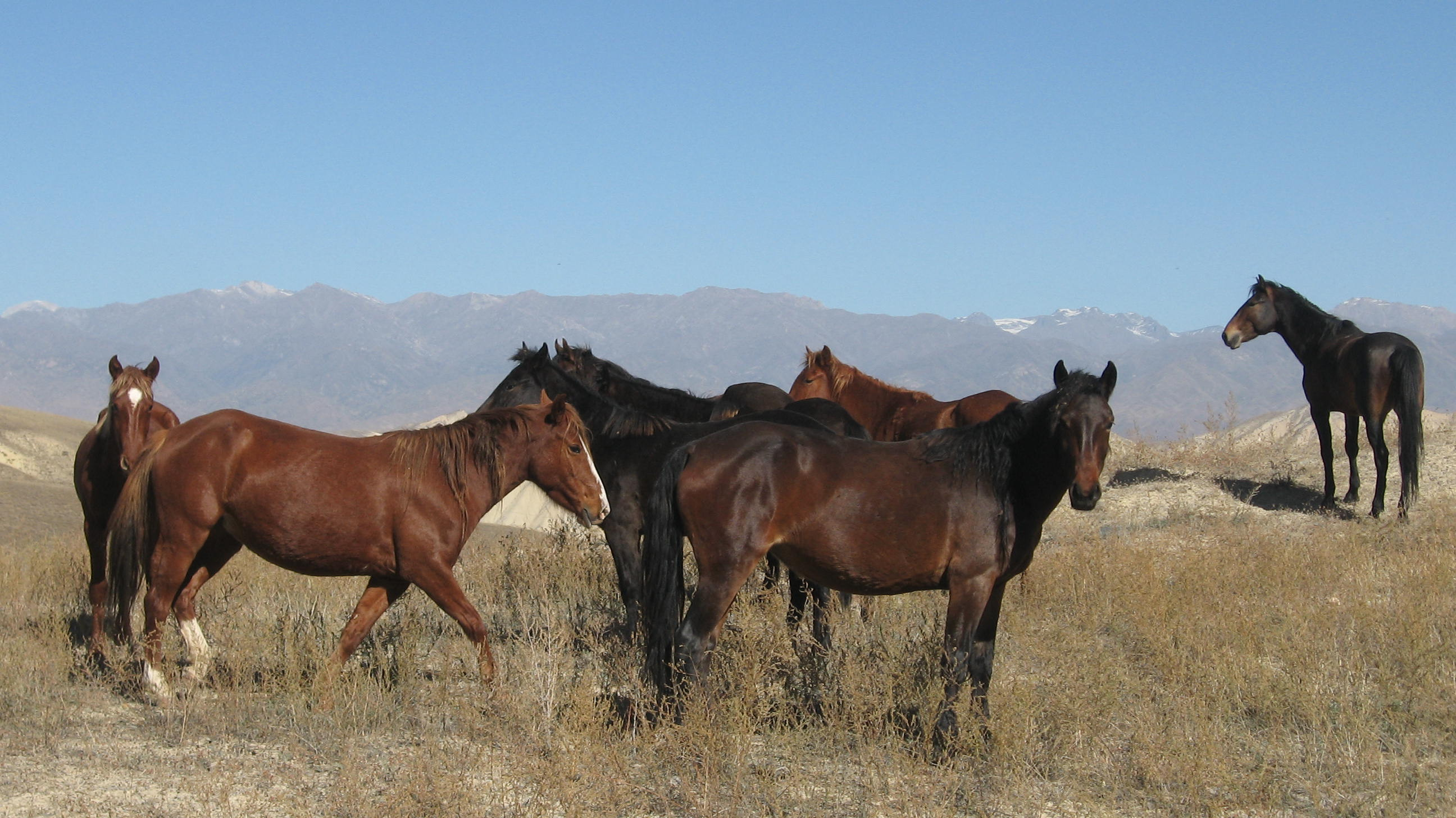
Groupe de chevaux kirghizes élevé pour la viande.

L'élevage est essentiellement extensif. Les soins aux chevaux se sont globalement améliorés, mais restent très variables d'un élevage à un autre, en fonction notamment de la destination de l'animal. Un cheval ambleur ou un cheval de course est généralement bien traité du fait de sa valeur financière. Un cheval de travail n'a au contraire que peu de valeur. D'après Amantur Žaparov, ces animaux sont bien soignés dans l'ensemble. Celui qui frappe son cheval sur la tête ou qui le fait travailler jusqu'à épuisement est mal vu. Les remèdes traditionnels restent utilisés, mais les Kirghizes ont adopté les vaccinations et la médecine vétérinaire, qu'ils ont découvertes à l'époque communiste.
Pendant la saison chaude, les animaux de travail sont entravés ou attachés à un piquet à l'extérieur lorsqu'ils ne sont pas utilisés, et ce afin d'éviter qu'ils ne partent trop loin. Lorsqu'un cheval a été soumis a un effort, il est toujours mis à l'attache, et généralement recouvert d'un tapis pour éviter qu'il ne prenne froid. Le cheval est gardé à l'attache quelques heures le temps de se reposer, puis relâché.
Pendant leur pacage libre, les juments (généralement de 10 à 15) sont gardées en troupeau avec un unique étalon, et mises à l'attache cinq à six fois par jour pour la traite. La nuit, tout le troupeau est remis en liberté. Il faut aller le chercher à cheval et le regrouper au matin, pour la première traite, qui est généralement effectuée par les femmes et les enfants. Les troupeaux qui n'ont pas de traites sont généralement beaucoup plus importants et gardés en estive en totale liberté pendant l'été, les éleveurs vérifiant les éventuelles attaques de loups et les vols un jour sur deux. Le vol de chevaux est un important problème culturel au Kirghizistan. Les troupeaux pouvant se déplacer assez loin, les éleveurs s’entraident pour repérer les bêtes qui appartiennent aux gens du village. Pendant la saison froide, en fonction de l'intensité des intempéries, les chevaux sont gardés en pacage libre ou rentrés et nourris au foin, ou aux céréales pour ceux qui travaillent le plus.

## Pratiques

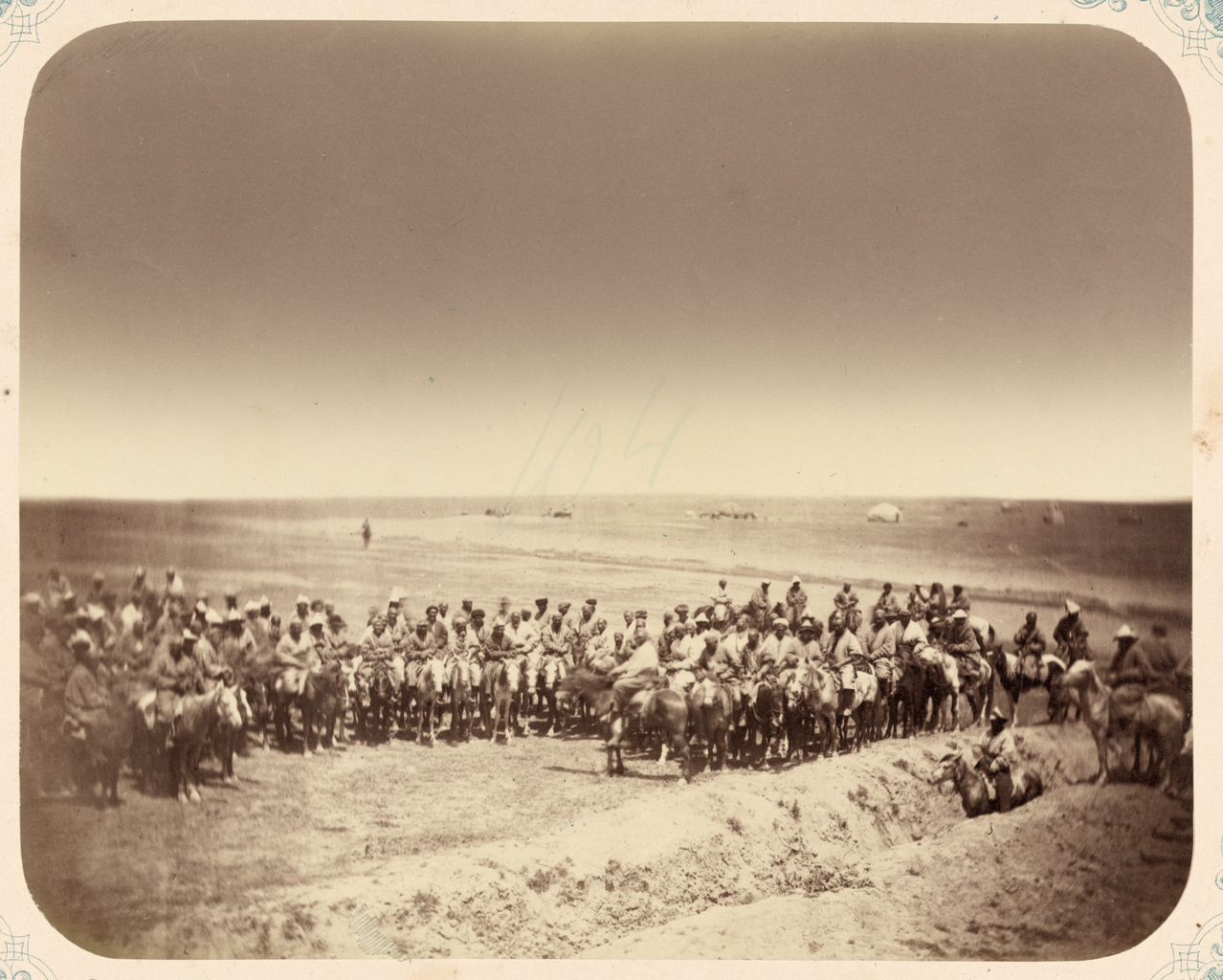
Partie de Kok-Boru (attrape-chèvre), entre 1865 et 1872.

Les pratiques équestres du Kirghizistan sont essentiellement des courses, des jeux et des divertissements. L'ulak tartyš ou kok-boru (noms locaux du jeu de l'attrape-chèvre) s'est maintenu pendant la période communiste et connaît un renouveau. Le Kyz kuu, localement nommé Kyz kumaï, est également un jeu équestre populaire (et romantique), au cours duquel un cavalier et une cavalière s'affrontent sur une distance de 300 m, l'enjeu étant pour l'homme le droit de voler un baiser à la femme, qui peut ensuite le poursuivre en lui assénant des coups de fouet. La lutte à cheval, Er Enish ou Oodarysh, fait partie des disciplines des Jeux mondiaux nomades. Elle est considérée comme un sport kirghize national, puisqu'elle est pratiquée depuis des siècles dans les camps nomades. Le but est, pour chaque cavalier, de jeter son opposant à terre. Le Tiyin ainmey est une compétition d'habileté : une pièce de monnaie (remplacée désormais par un fanion en tissu dans la forme moderne) est posé au sol et les cavaliers doivent le plus vite possible aller le ramasser en se baissant.
La chasse à l'aigle se pratique encore parmi les cavaliers nomades du Kirghizistan, en particulier chez les Berkutchi, et se retrouve dans les épreuves traditionnelles de salburun. Les chasseurs locaux considèrent le faucon comme un passe-temps pour les enfants et n'utilisent que l'aigle royal. La saison de chasse a lieu durant les quatre mois d'hiver, durant lesquels il est habituel que le chasseur tue des dizaines de renards et de blaireaux, et même des lynx et des loups.
Le harnachement et les outils équestres traditionnels des Kirghizes comprennent le kamtcha (fouet ou cravache), la bride, et des éperons de différentes tailles et différentes formes, déconseillés au débutants. Les chevaux sont souvent recouverts d'un caparaçon brodé et d'une couverture. La selle est considérée comme un objet très précieux, car son acquisition est souvent onéreuse.

### Jamby atysh
Durant la seconde moitié du premier millénaire, les Kirghizes, à l'instar des autres populations du Sud de la Sibérie, ont cherché à développer les techniques de tir, à pied comme à cheval. L'armement principal du cavalier kirghize était son arc, même si des sabres légers pouvaient être utilisés en cas de confrontation rapprochée. La tactique de base des Kirghizes consistait à harceler l'ennemi à l'aide de leurs archers montés, en évitant le contact rapproché ; leur habileté équestre était inégalée.
Cette habileté équestre de l'archer monté a été perpétuée par le jamby atysh (kirghize : Жамбы атыш), compétition sportive où les cavaliers et archers à pied doivent toucher de leur flèche un disque d'argent suspendu à une corde. Les cavaliers doivent galoper sur une distance de 300 m ; sur les 100 derniers mètres, des cibles de la taille d'un sabot de cheval (appelées jamba) sont suspendues à des poteaux de 3 à 4 m de haut. Les cavaliers passent à une distance de 35 à 45 m des cibles et doivent essayer de les toucher tout en restant au galop.
De nos jours, les règles ont été codifiées ; des écoles de jamby atysh forment les cavaliers à ce sport en Asie Centrale, et des championnats sont organisés. Le jamby atysh peut être pratiqué avec d'autres armes, comme des lances,.

### Baïge
Les courses de chevaux sur longue distance, dites baïge (ou bäjge) connaissent un développement important depuis les années 1990,. Celles qui sont organisées dans le cadre des festivals At čabyš créés sous l'impulsion de Jacqueline Ripart, sont relativement influencées, dans leur règlement, par les courses d'endurance occidentales : seuls les cavaliers adultes sont autorisés à participer, des contrôles vétérinaires sont prévus et des prix remis pour les chevaux ayant la meilleure condition physique, pour éviter la mort de montures pendant les compétitions. La mort d'un cheval est en effet inacceptable du point de vue occidental, alors qu'elle est tolérée en Asie centrale.

### Tourisme équestre
Depuis les années 2007-2010, le Kirghizistan s'ouvre au tourisme équestre, une pratique qui permet aux familles d'éleveurs de tirer des revenus supplémentaires de leur cheptel. Les éleveurs louent des chevaux aux touristes étrangers pour leur permettre de randonner. Le développement de cette pratique conduit à une amélioration du bien-être des chevaux, car les Kirghizes qui louent des équidés s'efforcent de bien les soigner et de leur procurer un harnachement correct. Plusieurs voyagistes proposent des randonnées avec des guides connaissant bien leur région, et reversent les bénéfices générés aux populations locales.
Le Kirghizistan dispose d'un avantage important en matière d'écotourisme : ses paysages montagneux. Les circuits proposent des randonnées équestres en pleine nature avec nuit sous la yourte, mais certains touristes sont déçus par le manque d'authenticité du nomadisme et le manque de respect de l'environnement des Kirghizes.

## Consommation
Comme tous les peuples cavaliers, les Kirghizes se caractérisent par la consommation de la chair du cheval, ainsi que des produits qui en sont issus.

### Viande de cheval
La viande de cheval est considérée comme prestigieuse, aussi la consommation de poulain est-elle typique des personnes au statut social élevé. Classiquement, un abattage massif a lieu avec l'arrivée des premiers froids, afin de constituer des réserves pour passer l'hiver. L'hippophagie est traditionnellement plus importante dans le Nord du pays que dans le Sud, où l'influence de l'Islam, qui déconseille cette consommation, se fait davantage ressentir. Bien que la consommation des chevaux soit globalement en augmentation (y compris dans le Sud près de Kara-Suu et d'Aravan (en), dans le cadre de fêtes notamment), elle reste une finalité secondaire pour l'animal.

### Lait de jument

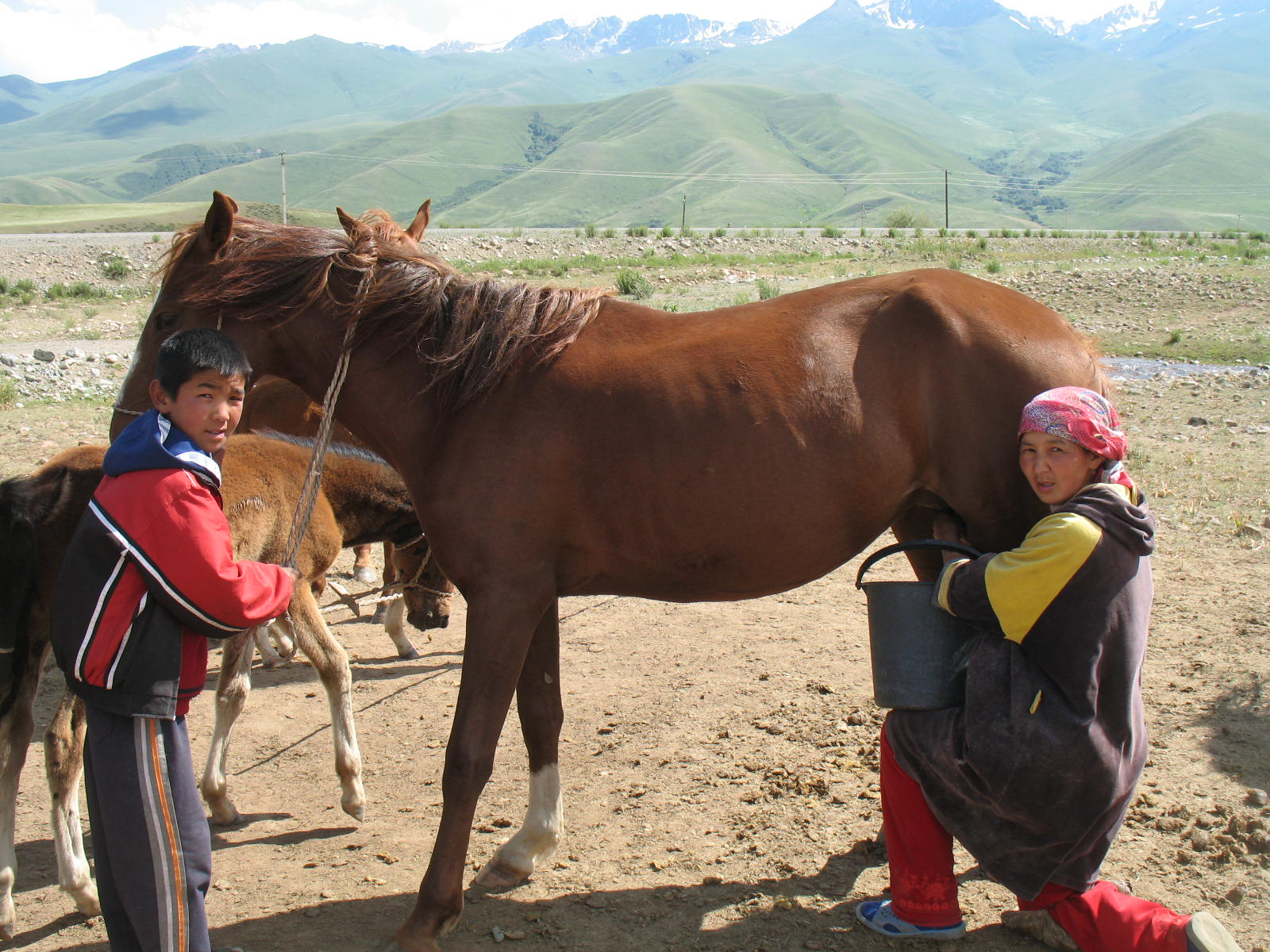
Traite d'une jument dans la.

Comme dans la plupart des pays à peuplement turco-mongol, la consommation de lait de jument est traditionnelle au Kirghizistan. Elle a connu une hausse de popularité importante depuis la fin du communisme. Les Kirghizes consomment ce lait frais (bèènin sütü) ou fermenté (kymys ou saamal), mais une croyance populaire veut qu'il faille avaler ce lait encore chaud juste après la traite pour qu'il conserve toutes ses propriétés. La popularité du lait de jument a entraîné une hausse de son prix de vente, désormais (en 2011) de l'ordre de 50 soms le litre, soit l'équivalent de trois euros. Jadis, le commerce du lait de jument n'était pas une pratique acceptée, les éleveurs estimant qu'il « ne se vend pas ». Ces réticences sont désormais levées et il est possible de se procurer ce lait dans les commerces, des entreprises locales s'étant spécialisées dans la collecte et le conditionnement de cette production. Ces entreprises se fournissent directement auprès des éleveurs transhumants.

## Dans la culture

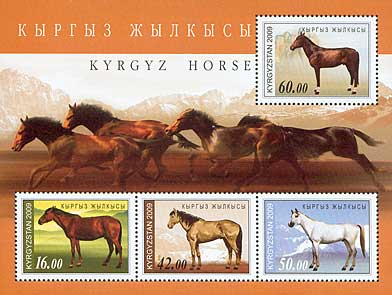
Plaquette de timbres célébrant les chevaux kirghizes, 2009.

La culture nomade du Kirghizistan se prête naturellement à l'usage du cheval, qui est nettement valorisé dans les épopées, les poèmes et les récits d'explorateurs. Il est décrit comme un double de l'être humain, et comme un animal particulièrement romantique. L'épopée de Manas, entre autres, dit que céder son cheval est pour un guerrier la pire des humiliations et la signature d'un arrêt de mort. Les épopées et le folklore kirghizes abondent de récits où le cheval transmet une « force invincible » à son maître, à l'exemple de Tchal-Kouyrouk.
Les proverbes kirghizes octroient une grande place à l'animal. L'un d'eux dit qu'« avec ton père tu connais le peuple, avec ton cheval tu connais le territoire », un autre que les chevaux sont les ailes de l'homme. Dans ses notes de voyage (1960), Víctor Itkovich en relève d'autres : « S'il ne te reste qu'un jour à vivre, passe la moitié de celui-ci en selle ! », et « Seuls un cheval et une conversation agréable peuvent raccourcir un long voyage ». En cas de compensation matrimoniale (kalyn), il est fréquent d'offrir un cheval à la belle-famille, et habituel de lui fournir de la viande de cheval et des abats pendant la cérémonie de noces. Les chevaux sont aussi utilisés dans le cadre de rites de passage et de fêtes calendaires, des traditions anciennes qui ont connu un renouveau avec la fin du communisme. Les Kirghizes sont attachés à leurs chevaux. Si l'un d'eux vient à mourir, ils le vivent souvent très mal.
La ville de Karakol a la particularité d'être le lieu où est mort l'explorateur Nikolaï Prjevalski, découvreur du cheval qui porte son nom, en 1888. Dans ses notes, il signale que ces chevaux sauvages sont connus des Kirghizes sous le nom de kertag. C'est aussi un chasseur kirghize qui a tué le premier spécimen étudié, en Dzoungarie. Josef Schovanec parle du Kirghizistan dans sa chronique, comme d'un royaume défini par ses chevaux, où ils ne sont jamais enfermés mais vivent libres et fiers. De plus, dans les épopées, l'homme ne peut au mieux que bénéficier de l'aide des chevaux.

### Sacrifices et enterrements
Les peuples turcs pratiquent le sacrifice du cheval tout comme les Mongols, mais contrairement à ces derniers, ce rite est surtout connu par des sources écrites chez les Kirghizes. Ceux du Ienisseï ont coutume d'enterrer le cheval avec son propriétaire, l'animal étant réputé guider son maître dans l'au-delà. Le but est d'éloigner le mort et ses possessions des vivants, aussi le cheval est-il généralement sacrifié, ou, plus rarement, remis en liberté. Les rituels funéraires sont toujours pratiqués dans le cadre d'un « retour au passé », c'est-à-dire aux traditions datant d'avant la période soviétique (à la fin du XIXe siècle notamment). Les Kirghizes pratiquent un fort culte des ancêtres, attribuant aux arbak (esprits ancestraux) fâchés la plupart des problèmes qui peuvent les frapper. Pour les apaiser, il est d'usage de sacrifier un ou plusieurs animaux. De même, un rite de quarante jours doit être observé après un décès pour apaiser l'esprit du défunt, incluant des sacrifices animaliers et la lecture du Coran. En 1886, pour la cérémonie funéraire qui accompagna le décès de leur manap Baytik, les Solto reçurent 40 000 personnes et sacrifièrent presque 7 000 chevaux. En 1912, juste avant l'époque soviétique, les Kirghizes du Nord organisèrent pour le décès de leur manap Shabdan un festin pour 50 000 personnes, abattant pour cela 2 000 chevaux. Ces cérémonies s'accompagnent souvent de courses. Bien que de nombreux animaux différents puissent être sacrifiés et consommés (bovins et ovins, notamment), la viande de cheval est l'ingrédient obligatoire de ces festins funéraires (ash), la cérémonie n'étant reconnue que si au moins un cheval y a été abattu. Il semble que, par le passé, seuls les animaux du défunt aient été sacrifiés. La cérémonie a évolué, chaque invité amenant avec lui un ou plusieurs animaux à sacrifier. Les étalons sont interdits de sacrifice, pour des raisons religieuses et pour conserver une base d'élevage suffisante au renouvellement des générations. Généralement, sont abattus les jeunes poulains et pouliches, ainsi que les juments stériles ou non-fécondées. L'animal est le plus souvent égorgé rituellement, avec des invocations, la lecture du Coran par le mollah et la prononciation de la bismilla (« au nom d'Allah »). Le repas qui s'ensuit est soigneusement ritualisé, les os du cheval sont débités puis brisés à la hache en plusieurs morceaux, qui sont servis ensuite.
Des témoignages recueillis chez les Sayaks de Jumgal Too (en) et les Kirghizes du Xinjiang donnent des détails très précis sur ces rituels. Les crins du cheval sont coupés, il est parfois recouvert d'une selle sur laquelle sont empilées toutes les autres pièces du harnachement. L'animal est interdit de monte, jusqu'à son sacrifice. Il arrive aussi qu'il ne soit pas sacrifié, mais donné au mollah en échange du rachat des péchés du défunt. Par la suite, une transformation symbolique du cheval en véhicule pour l'au-delà a lieu, mais les détails de ce rituel ne sont pas connus chez les Kirghizes. Un ash n'est complet que lorsque les courses et les jeux équestres y sont organisés, l'esprit du défunt ayant une influence sur les résultats de ces jeux d'après les croyances locales.

### Le cheval comme symbole d'identité nationale
D'après Carole Ferret, les autorités kirghizes ont, tout comme les Russes, les Iakoutes et les Turkmènes, instrumentalisé les races de chevaux à des fins identitaires. Les Russes ont tenté une réappropriation de la race locale Kirghize à travers la création du Novokirghize : elle voit dans ce processus la volonté de produire un « cheval nouveau pour un homme nouveau ». L’existence d’une race équine nationale devient un critère de définition de la communauté humaine du Kirghizistan, et ce au même titre que la langue et le territoire. Depuis, le retour au cheval kirghize originel, de plus petite taille, est largement encouragé. Pourtant, les acteurs de terrain et les cavaliers kirghizes « ne se soucient guère de la race ni de la taille de leurs chevaux ». Pour le gouvernement kirghize, retrouver la race chevaline nationale résulte de l'« expression d’une volonté allogène d’authenticité ».